# Sowjetologie
Sowjetologie war ein Wissenschaftszweig, der sich auf die Erforschung der Sowjetunion konzentrierte. Die Sowjetologen kombinierten das Wissen aus verschiedenen Wissenschaftsbereichen, darunter Geschichte, Politikwissenschaft, Wirtschaftswissenschaften und auch Slawistik. Nach der Auflösung der Sowjetunion wurde das Studium ihrer Geschichte zu einem Teilgebiet der Zeitgeschichte bzw. der osteuropäischen Geschichte und wird heute nicht mehr als eigenständiges Wissensgebiet betrachtet.

## Geschichte
Die ersten Sowjetologen stammten aus Deutschland und Polen, wie beispielsweise Theodor Oberländer, Jan Kucharzewski und Stanisław Swianiewicz, die in den 1930er Jahren auch in institutioneller Form tätig waren. Die zweite Phase der Sowjetologie begann nach dem Zweiten Weltkrieg. Dabei löste der Amerikaner George F. Kennan mit seinem 1947 veröffentlichten „langen Telegramm“ den entscheidenden Anstoß aus. Dieses Dokument wird als der eigentliche Beginn des Kalten Krieges und als Grundlage der Truman-Doktrin angesehen, deren Ziel darin bestand, die Expansion der Sowjetunion aufzuhalten und Regierungen im Widerstand gegen den Kommunismus zu unterstützen. Eine bedeutende Rolle spielte in dieser Zeit auch der Dominikanerpater Joseph Maria Bocheński, Leiter des Osteuropa-Instituts der Universität Freiburg im Üechtland und Herausgeber der Zeitschrift Studies in Soviet Thought und der Schriftenreihe Sovietica.
Der Ost-West-Konflikt zwischen Kommunismus und Kapitalismus mit Entscheidungszentren in Moskau und Washington führte zu einer Neudefinition der amerikanischen Strategie und zur Identifizierung der UdSSR als einziger langfristiger Gegner der Vereinigten Staaten – als strategischer und zugleich ideologischer Hauptkontrahent. Im Kalten Krieg blühte die Disziplin der Sowjetologie im klassischen Sinne dieser Definition, was in den Vereinigten Staaten zur Schaffung von Zentren für die systematische Analyse der UdSSR führte.
Kennans Grundthese, dass das sowjetische System von der Notwendigkeit bestimmt wird, seine Umgebung militärisch oder politisch zu unterwerfen, da es außer auf militärischem Gebiet  in keinem Bereich der Konkurrenz standhalten kann, wurde durch die Ereignisse der späten 1980er Jahre langfristig bestätigt. Darunter fallen einerseits die Revolutionen im Jahr 1989 (Fall der Berliner Mauer, womit die Deutsche Wiedervereinigung eingeleitet wurde, die Samtene Revolution in der Tschechoslowakei und die Rumänische Revolution 1989, die mit der Hinrichtung von Nicolae Ceaușescu endete), andererseits der Zerfall der Sowjetunion nach dem gescheiterten Militärputsch in Moskau 1991. Beide Prozesse beendeten das 1945 geschaffene weltweite bipolare System und bestätigen die Richtigkeit der Analyse von George Kennan von 1946.
Henry Kissinger schrieb 1994, als er die Ära des Kalten Krieges in seiner Monographie Diplomacy zusammenfasste:

„Wie versöhnlich die Politik des Westens auch sein mochte, das sowjetische System brauchte immer einen äußeren Feind, um das Leid zu rechtfertigen, zu dem die Bevölkerung verurteilt war, und um den Militär- und Sicherheitsapparat aufrechtzuerhalten, auf den sich die kommunistische Macht stützte. Als die Wirkung des westlichen Drucks in der Reagan-Ära ihren Höhepunkt erreichte, änderte der XXVII. Parteitag die offizielle Doktrin der Koexistenz in eine Doktrin der Interdependenz und entzog sich damit der moralischen Grundlage für die Repression im Lande. Dann geschah, was Kennan vorausgesagt hatte: Die Sowjetunion, deren Bürger nur Disziplin kannten und nicht mit der Kunst des Kompromisses und der Versöhnung aufgewachsen waren, verwandelte sich an einem einzigen Tag von einer der stärksten zu einer der schwächsten und bemitleidenswertesten Gesellschaften.“

Etwa ein Jahr nach dem Zusammenbruch der Sowjetunion 1991 wurden die sowjetischen Archive der Öffentlichkeit zugänglich, was eine erweiterte historische Forschung in Gang setzte. Gleichzeitig nahm die Bedeutung der eigentlichen Sowjetologie ab, die mehr und mehr zu einem unter mehreren Zweigen der Geschichtswissenschaft wurde. Schon 1987 hatte ein Artikel von Ernst Nolte, der einen Zusammenhang zwischen dem sowjetischen Gulag-System und dem Holocaust im Nationalsozialismus postulierte, zum Historikerstreit geführt.
Heutige Zentren zum Studium der Geschichte der Sowjetunion sind unter anderem das Institut für Ost- und Südosteuropaforschung in Regensburg sowie das Centre for Eastern Studies in Warschau.

## Forschungsinstitute und -zentren
- Osteuropa-Institut Universität Freiburg (Fribourg, Schweiz), 1957 gegründet von Joseph Maria Bocheński
- Bundesinstitut für ostwissenschaftliche und internationale Studien (BIOst) (ehemals Bundesinstitut zur Erforschung des Marxismus-Leninismus (Institut für Sowjetologie)), Köln, Deutschland (1961–2000)
- U.S. Army Russian Institute (USARI) (Russisches Institut der US-Army), Garmisch-Partenkirchen, Deutschland
- Institut zur Erforschung der Geschichte und Kultur der UdSSR (München, Westdeutschland)
- Archive of A. F. Kerensky in the Humanities Research Center of the University of Texas (A.-F.-Kerenski-Archiv im Geisteswissenschaftlichen Forschungszentrum der Universität von Texas), Vereinigte Staaten
- Harriman Institute an der Columbia-Universität, New York, Vereinigte Staaten
- Hoover Institution on War, Revolution, and Peace an der Stanford University. San Francisco, Vereinigte Staaten
- Davis Center, Harvard-Universität, USA
- Kennan Institute am Woodrow Wilson International Center for Scholars, USA
- Center for East Europe, Russia and Asia. Boston College, Chestnut Hill, Boston, Massachusetts, USA
- Seminar für Politische Theorie und Philosophie. Universität München, Deutschland